# Szachy korespondencyjne

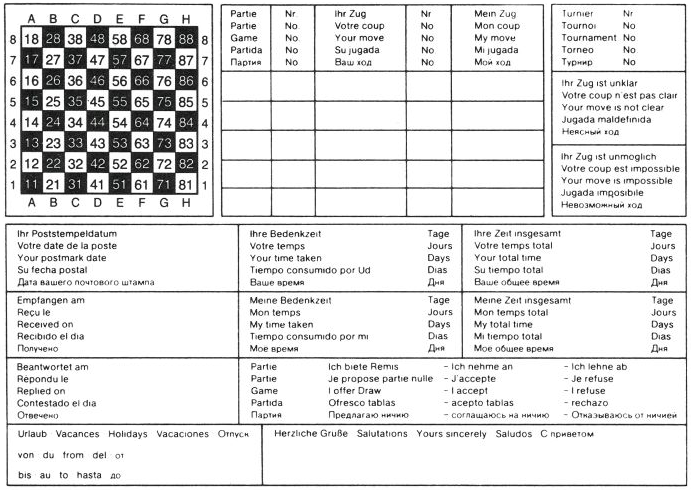
Karta pocztowa do szachów korespondencyjnych

Szachy korespondencyjne – szachy rozgrywane na odległość, za pomocą poczty, e-mail i innych środków łączności lub specjalnych serwerów do gry korespondencyjnej. Umożliwiają szachistom (reprezentacjom klubów, miast itd.) przebywającym w różnych miejscach i bezpośrednio nieznających siebie nawzajem na rozgrywanie partii szachowych. Długość partii korespondencyjnej zależna jest przede wszystkim od metody używanej do przesyłania posunięć: w przypadku gry poprzez serwer bądź e-mail może ona trwać kilka dni, tygodni lub miesięcy, zaś w przypadku wykorzystania tradycyjnej poczty przez zawodników zamieszkujących w różnych krajach – nawet kilka lat.
Historia rozgrywania partii szachowych rozgrywanych na odległość sięga XVII wieku. Posunięcia były wówczas przesyłane za pośrednictwem posłańców. Najwcześniejsze zapisy partii korespondencyjnych pochodzą z początków XIX wieku. Wraz z początkiem XX wieku do gry korespondencyjnej zaczęto używać zdobyczy ówczesnej techniki: telegrafu, telefonu i radia, zaś później – również telefaksu. Końcówka XX wieku to początek migracji tradycyjnych szachów korespondencyjnych do świata Internetu. W XXI wieku powstały dedykowane platformy do gry w szachy online umożliwiające także prowadzenie rozgrywek korespondencyjnych. W drugiej dekadzie XXI wieku dominują już szachy dzienne będące hybrydą szachów online i szachów korespondencyjnych.

## Tradycje gry korespondencyjnej w Polsce

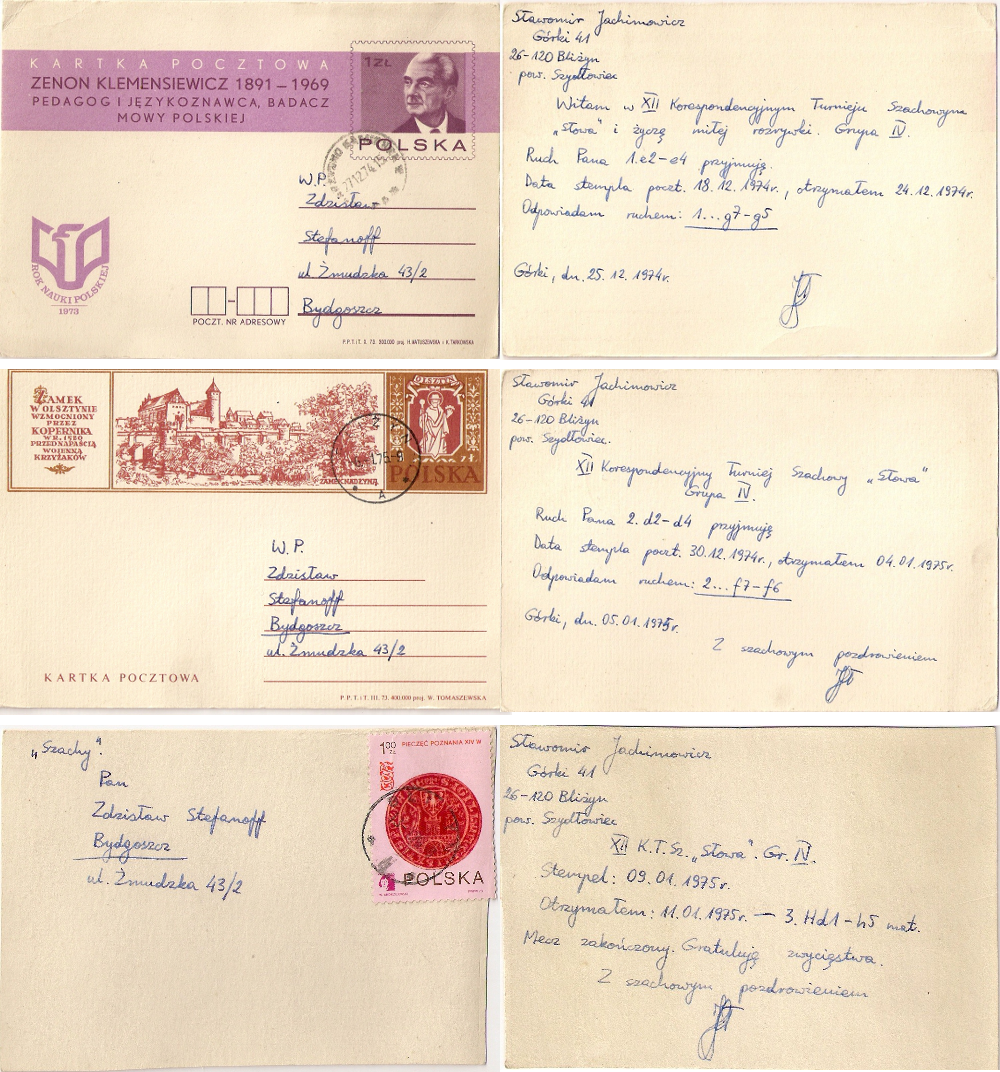
Najszybszy mat w szachach korespondencyjnych

Dane zostały przedrukowane z komunikatu nr kwietnia 1967 r. PZSzach KSzGK, z opracowania Ludwika Gerlicza, uzupełnione o materiały A. Zakrzewskiego.
Tradycje gry korespondencyjnej w Polsce sięgają XIX wieku, kiedy to w 1875 roku rozegrano korespondencyjną partię między Warszawą i Moskwą. Partia ta o bardzo ciekawym przebiegu nie została zakończona i przerwana w pozycji wygranej dla Warszawy.
Rozwój gry korespondencyjnej nastąpił w latach 1903–1914, do czołowych polskich szachistów korespondencyjnych należeli m.in.: H. Bartmański, H. Zioło, A. Żuk-Skarszewski, A. Wagner. Brali oni udział w turniejach organizowanych przez redakcje czasopism w kraju, jak i w turniejach międzynarodowych.
Po pierwszej wojnie światowej organizacją gry korespondencyjnej w kraju zajął się miesięcznik „Świat Szachowy” redagowany przez Dawida Przepiórkę. Pierwsze pięcioosobowe grupy zorganizowane przez redakcję tego miesięcznika rozpoczęły się w 1930 r. Rozgrywki te prowadził Wiktor Geier, znany z zagranicznych turniejów korespondencyjnych.
W majowym numerze „Świata Szachowego” z 1930 r. ukazał się artykuł redakcyjny, przytaczający wyjątki listu Edwarda Arłamowskiego, ówczesnego studenta praw, który postulował powołanie Polskiego Związku Szachistów Korespondencyjnych pod patronatem Polskiego Związku Szachowego. Powyższa propozycja, poddana przez redakcję pod dyskusję czytelników, nie wywołała jednakże wielkiego echa, a Świat Szachowy po uruchomieniu kilkunastu grup korespondencyjnych zaniechał w grudniu 1932 r. dalszego patronowania grze korespondencyjnej w szachy. W niedługim czasie „Świat Szachowy” przestał ukazywać się i tym samym sprawa utworzenia związku upadła.
Sprawa ta nabrała nowych rumieńców z chwilą ukazania się w styczniu 1933 r. miesięcznika „Szachista”, redagowanego i wydawanego we Lwowie przez mistrza Henryka Friedmana. W numerze 10/11 „Szachisty” z 1933 r. wystąpił on we wstępnym artykule z projektami utworzenia Polskiego Związku Szachistów Korespondencyjnych, w wyniku czego powołano Komitet Założycielski Związku. W numerze 1/2 „Szachisty” z 1934 r. ukazał się komunikat o ukonstytuowaniu się Zarządu PZSzK w składzie: Przewodniczący Henryk Friedman, wiceprzewodniczący Aleksander Wagner i Jan Hermanowski, sekretarz – skarbnik Julian Madfes, członkowie: M. Steifer, L. Tuhan-Baranowski, H. Salzman, B. Korenhlit, A. Sternak, L. Gerlicz. W momencie utworzenia PZSzK liczył 26 członków.
W numerze 4/5 „Szachisty” z 1934 r. ogłoszono pierwszy turniej o mistrzostwo Polski, w którym mogli brać udział tylko członkowie Związku, bez względu na ich siłę gry. Do końca grudnia 1934 r. uruchomiono dwie pełne grupy 10-osobowe i jedną niepełną 6-osobową, przy czym trzech pierwszych z pełnych grup i dwóch pierwszych z niepełnej grupy przechodziło do grupy ostatecznej, tzw. grupy zwycięzców.
W tym czasie Związek liczył już 48 członków, a komunikaty o wynikach rozgrywek ukazywały się w kąciku szachistów korespondencyjnych Szachisty. W numerze 8 Szachisty z 1935 r. L. Gerlicz zaproponował zjazd szachistów korespondencyjnych w trakcie trwania Olimpiady Szachowej w Warszawie. Rozmaite trudności, zwłaszcza finansowe spowodowały, że na zjazd przybyło zaledwie czterech szachistów korespondencyjnych.
W grudniu 1935 r. ukazał się ostatni numer „Szachisty” (w latach 1938–1939 ponownie wydawany). Wraz z upadkiem pisma sam Związek, niemal automatycznie, został rozwiązany, ponieważ nie znalazło się inne czasopismo, które chciałoby współpracować ze Związkiem. Charakterystyczne jest przy tym, że przez cały okres swego istnienia Polski Związek Szachistów korespondencyjnych działał zupełnie niezależnie od Polskiego Związku Szachowego.
Pomimo tych trudności turniej o Mistrzostwo Polski nie został przerwany i został zakończony w połowie 1936 r. Wyniki tego turnieju zostały opublikowane tylko w biuletynie wydawanym przez władze Związku, rozesłanym jedynie do zainteresowanych. Wyniki tego historycznego turnieju były następujące:
1. M. Tomaszewicz 8 p., 2. H. Friedman – 7,5 p., 3. A. Kościelniak – 7 p. Dalsze miejsca zajęli Szpigelmacher, Czerniaków, Spitz, Silberman, Pauter, Popiel, Dąbrowski, Zakrzewski /wycofał się z powodu rozpoczęcia służby wojskowej/.
Wkrótce zorganizowano mecz korespondencyjny o pierwszeństwo pomiędzy M. Tomaszewiczem a S. Czerniakowem, który w okresie poprzedzającym rozegranie mistrzostwa Polski był uważany za nieoficjalnego mistrza Polski. Mecz składał się z 6 partii i zakończył się zwycięstwem S. Czerniakowa, który wygrał 3 partie, pozostałe zaś zremisował.
Tak więc S. Czerniaków uważany był za mistrza Polski w grze korespondencyjnej do okresu powojennego, kiedy to sam zajął się organizowaniem na nowo szachowej gry korespondencyjnej w Polsce.

## Historyczne daty
- 1824–1826 – pierwszy mecz korespondencyjny rozegrany pomiędzy drużynami Londynu i Edynburga, zakończony zwycięstwem Edynburga 3 – 2,
- 1839–1840 – pierwszy mecz korespondencyjny z udziałem polskiej drużyny, w spotkaniu rozegranym pomiędzy zespołami Poznania i Berlina zwycięstwo 2 – 0 odnieśli reprezentanci Berlina,
- 1880–1882 – dwupartiowy mecz pomiędzy Warszawą i Moskwą, zakończony wynikiem 1½ – ½ dla Warszawy,
- 1844 – pierwszy mecz rozegrany za pomocą telegrafu (pomiędzy Baltimore i Waszyngtonem),
- 1878 – pierwsza partia rozegrana poprzez telefon przez F.Thompsona z jednym ze swoich przyjaciół,
- 1945 – pierwszy mecz rozegrany drogą radiową, pomiędzy drużynami Związku Radzieckiego i Stanów Zjednoczonych,
- 1965 – rozegranie przez Bobby Fischera w Nowym Jorku wszystkich partii turnieju poświęconego pamięci Jose Raula Capablanki w Hawanie drogą telefoniczną (wskutek nieotrzymania zezwolenia na wyjazd na Kubę),
- 1976 – pierwszy mecz teleksowy Londyn-Belgrad.

Źródło: „Miesięcznik „Szachy”, nr 5/1988
W roku 1928 powstał w Berlinie pierwszy związek zrzeszający graczy korespondencyjnych, później zaś krajowe federacje – Międzynarodowy Związek Szachowej Gry Korespondencyjnej (IFSB). Po zakończeniu II wojny światowej związek ten przekształcił się w Międzynarodowe Stowarzyszenie Szachowej Gry Korespondencyjnej (ICCA), z którego w roku 1951 powstała Międzynarodowa Federacja Szachowej Gry Korespondencyjnej (ICCF).
Mistrzostwa świata w szachach korespondencyjnych rozgrywane są od roku 1950 (mężczyźni) i 1968 (kobiety).

## Mistrzowie świata w grze korespondencyjnej
w nawiasie podano lata trwania finału
1. Cecil Purdy (1950–1953)
2. Wjaczesław Ragozin (1956–1959)
3. Albéric O’Kelly de Galway (1959–1962)
4. Władimir Zagorowski (1962–1965)
5. Hans Berliner (1965–1968)
6. Horst Rittner (1968–1971)
7. Jakow Estrin (1972–1976)
8. Jørn Sloth (1975–1980)
9. Tõnu Õim (1977–1983)
10. Victor Palciauskas (1978–1984)
11. Friedrich Baumbach (1983–1989)
12. Grigorij Sanakojew (1984–1991)
13. Michaił Umanski (1989–1998)
14. Tõnu Õim (1994–2000)
15. Gert Jan Timmerman (1996–2002)
16. Tunç Hamarat (1999–2004)
17. Ivar Bern (2002–2007)
18. Joop van Oosterom (2003–2005)
19. Christophe Léotard (2004–2007)
20. Pertti Lehikoinen (2004–2011)
21. Joop van Oosterom (2005–2008)
22. Aleksandr Dronow (2007–2010)
23. Ulrich Stephan (2007–2011)
24. Marjan Šemrl (2009–2012)
25. Fabio Finocchiaro (2009–2013)
26. Ron Langeveld (2010–2014)
27. Aleksandr Dronow (2011–2014)
28. Leonardo Ljubićić (2013–2016)
29. Aleksandr Dronov (2015–2018)
30. Andrey Kochemasov (2017–2019)
31. Fabian Stanach,  Christian Muck,  Ron Langeveld (2019–2022)
32. Jon Edwards (2020–2022)

## Mistrzynie świata w grze korespondencyjnej (Kobiety)
w nawiasie podano lata trwania finału
| #  | Lata      | Zwycięzca             | Narodowość |
| -- | --------- | --------------------- | ---------- |
| 1  | 1968–1972 | Olga Rubcowa          | ZSRR       |
| 2  | 1972–1977 | Łora Jakowlewa        | ZSRR       |
| 3  | 1978–1984 | Luba Kristoł          | Izrael     |
| 4  | 1984–1992 | Ludmiła Bieławieniec  | ZSRR       |
| 5  | 1993–1998 | Luba Kristoł          | Izrael     |
| 6  | 2000–2005 | Alessandra Riegler    | Wochy      |
| 7  | 2002–2006 | Olga Sucharowa        | Rosja      |
| 8  | 2007–2010 | Olga Sucharowa        | Rosja      |
| 9  | 2011–2014 | Irina Pieriewiertkina | Rosja      |
| 10 | 2014–2017 | Irina Pieriewiertkina | Rosja      |
| 11 | 2017–2020 | Irina Pieriewiertkina | Rosja      |
| 12 | 2020–2023 | Irina Pieriewiertkina | Rosja      |

## Puchar Świata
w nawiasie podano lata trwania finału
1.  Karl Maeder (1973-1977)

2.  Gennadi Nesis (1977-1983) 

3.  Nikolai Rabinovich (1981-1985) 

4.  Albert Popov (1984-1989) 

5A.  Aleksandr Frolov (1987-1994) 

5B.  Gert Timmerman (1987-1994) 

6.  Olita Rause (1994-1999) 

7.  Aleksey Lepikhov (1994-2001) 

8  Horst Staudler (1998-2002) 

9.  Edgar Prang (1998-2001) 

10.  Frank Schroder (2001-2005) 

11.  Reinhard Moll (2008-2011) 

12A.  Reinhard Moll (2005-2007) 

12B.   Matthias Gleichmann (2009-2013) 

13.  Reinhard Moll (2009-2012) 

14.  Reinhard Moll (2009-2012) 

15.  Klemen Sivic (2012-2015) 

16.  Uwe Nogga (2013-2016) 

17.  Matthias Gleichmann (2014-2017) 

18.  Reinhard Moll, Stefan Ulbig (2015-2019) 

19.  Thomas Herfuth (2014-2016) 

20:  Sergey Kishkin (2017-2020) 

21.  Matthias Gleichmann (2019-2021) 

22.  Dmitry Morozov,  Matthias Gleichmann (2021-2023)

## Olimpiada mężczyzn w grze korespondencyjnej
| #   | Lat       | Złoto                    | Srebro                  | Brązowy                         | Polska    |
| --- | --------- | ------------------------ | ----------------------- | ------------------------------- | --------- |
| 1.  | 1949-1952 | Węgry (25)               | Czechosłowacja (20)     | Szwecja (19,5)                  |           |
| 2.  | 1952-1955 | Czechosłowacja (27,5)    | Szwecja (27,5)          | Niemcy (27)                     |           |
| 3.  | 1958-1961 | Związek Radziecki (35,5) | Węgry (32,5)            | Jugosławia (32)                 |           |
| 4.  | 1962-1964 | Związek Radziecki (36)   | Wschodnie Niemcy (28,5) | Szwecja (27,5)                  |           |
| 5.  | 1965-1968 | Czechosłowacja (31,5)    | Związek Radziecki (30)  | Zachodnie Niemcy (29,5)         |           |
| 6.  | 1968-1972 | Związek Radziecki (38)   | Czechosłowacja (28,5)   | Wschodnie Niemcy (25,5)         |           |
| 7.  | 1972-1976 | Związek Radziecki (35,5) | Bułgaria (30)           | Brytania (29,5)                 |           |
| 8.  | 1977-1982 | Związek Radziecki (46,5) | Węgry (44)              | Brytania (41,5)                 | 12° (31)  |
| 9.  | 1982-1987 | Brytania (33,5)          | Zachodnie Niemcy (30)   | Związek Radziecki (27)          | 4° (25)   |
| 10. | 1987-1995 | Związek Radziecki (34)   | Anglia (33,5)           | Wschodnie Niemcy (33,5)         | 5° (29)   |
| 11. | 1992-1999 | Czechosłowacja           | Niemcy (45,5)           | Kanada (40)                     | 6° (38,5) |
| 12. | 1998-2004 | Niemcy (47,5)            | Litwa (42,5)            | Łotwa (42,5)                    |           |
| 13. | 2004-2009 | Niemcy (38)              | Republika Czeska (34,5) | Polska (32)                     |           |
| 14. | 2002-2006 | Niemcy (45,5)            | Litwa (39,5)            | USA (36)                        |           |
| 15. | 2006-2009 | Norwegia (48)            | Niemcy (47)             | Holandia (46,5)                 |           |
| 16. | 2010-2016 | Republika Czeska (33,5)  | Niemcy (28,5)           | Francja (26,5)                  | 4° (25,5) |
| 17. | 2009-2012 | Niemcy (44,5)            | Hiszpania (43,5)        | Włochy (39,5)                   |           |
| 18. | 2012-2016 | Niemcy (41,5)            | Słowenia (41)           | Hiszpania (39)                  |           |
| 19. | 2016-2021 | Bulgaria (27)            | Niemcy (26,5)           | Republika Czeska, Polska (26,5) |           |
| 20. | 2016-2019 | Niemcy (39,5)            | Rosja (39,5)            | Hiszpania (39)                  |           |
| 21. | 2020-2023 | Niemcy (38)              | Luksemburg (37)         | USA (37)                        |           |

## Olimpiada kobiet
| #   | Lat       | Złoto                  | Srebro                | Brązowy               | Polska    |
| --- | --------- | ---------------------- | --------------------- | --------------------- | --------- |
| 1.  | 1974-1979 | Związek Radziecki (22) | Zachodnie Niemcy (19) | Czechosłowacja (15,5) | 7° (12,5) |
| 2.  | 1980-1986 | Związek Radziecki (26) | Czechosłowacja (26)   | Jugosławia (20)       |           |
| 3.  | 1986-1992 | Związek Radziecki (23) | Czechosłowacja (21)   | Węgry (14,5)          | 7° (10,5) |
| 4.  | 1992-1997 | Republika Czeska (24)  | Rosja (21)            | Polska (18,5)         |           |
| 5.  | 1997-2003 | Rosja (25)             | Niemcy (22)           | Republika Czeska (18) | 6° (14)   |
| 6.  | 2003-2006 | Litwa (26,5)           | Niemcy (23,5)         | Włochy (23)           | 7° (15,5) |
| 7.  | 2007-2009 | Słowenia (25)          | Litwa (23,5)          | Niemcy (23)           |           |
| 8.  | 2008-2010 | Polska (27)            | Bułgaria (27)         | Włochy (26)           |           |
| 9.  | 2011-2014 | Rosja (34)             | Litwa (32,5)          | Niemcy (30)           | 5° (25,5) |
| 10. | 2015-2017 | Niemcy (33)            | Litwa (30)            | Rosja (28)            | 5° (25)   |

## W kulturze
Korespondencyjne szachy są tematem jednego z odcinków serialu „Parada oszustów”.